# Лунден
Лу́нден (нем. Lunden) — община в Германии, районный центр, расположен в земле Шлезвиг-Гольштейн. 
Входит в состав района Дитмаршен. Подчиняется управлению КЛьГ Лунден. Население составляет 1631 человек (на 31 декабря 2010 года). Занимает площадь 4,65 км².

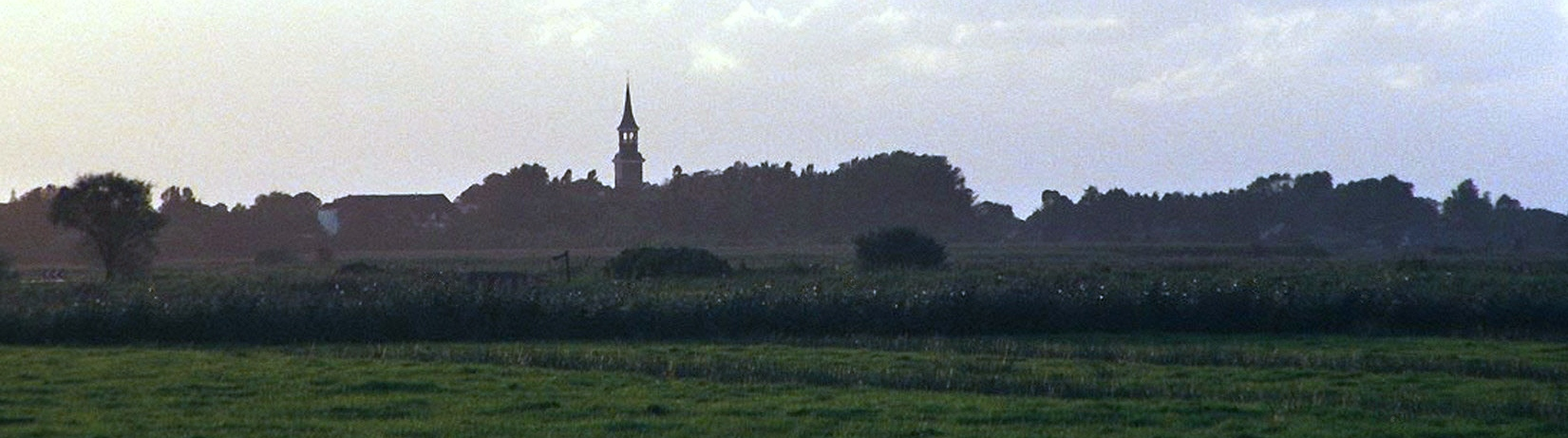
Лунден